# 吉井信隆
吉井 信隆（よしい のぶたか、1954年6月2日 - ）は日本の実業家。インターウォーズ株式会社 代表取締役社長。

## 経歴・人物
新潟県新潟市出身。
大学卒業後、商社を経て、1979年に株式会社リクルート入社。
1987年新宿支社長、1992年首都圏営業部長、1994年新規事業立ち上げを経て、1995年インターウォーズ株式会社設立、代表取締役社長に就任。インキュベーション事業会社の創業経営者として事業開発コンサルティング、経営幹部人材紹介、イントレプレナー塾（企業内起業家育成塾）の運営、投資などを行う。

## 役職
- インターウォーズ株式会社 代表取締役社長(1995年4月～)
- 事業創造大学院大学客員教授 [1]（2006年4月～）
- 公益社団法人日本ニュービジネス協議会連合会副会長 [2]（2016年8月～）
- 異業種交流会東京501会長（現：異業種交流会501）[3]（2017年9月～）

## 著書
- 『「新規事業」はどうすれば育つのか』（かんき出版）2007年6月4日  ISBN　4761264349

## 記事
- 日経産業新聞　SmartTimesに毎月コラムを掲載中[4]
- GOETHE　野水重明×吉井信隆 ～相師相愛 vol.22「特別な存在」（WEB特別版）[5]